# Zahra Kazemi
Ziba Kazemi, ou Zahra Kazemi, née en 1948 à Chiraz et morte le 11 juillet 2003 à Téhéran (Iran), est une journaliste et photographe irano-canadienne morte en détention en Iran.

## Biographie
Ziba Kazemi s'installe en France en 1974 et étudie la littérature et le cinéma à l'université de Paris. En 1993, elle et son fils immigrent au Québec.  Elle obtient la citoyenneté canadienne. Photojournaliste indépendante, elle parcourt l'Afrique, l'Amérique latine et le Moyen-Orient et publie son travail dans différents médias.
Le 23 juin 2003 à Téhéran, alors qu'elle photographie des familles de détenus qui manifestent devant la prison d'Evin, elle est arrêtée et détenue à la prison d'Evin, où elle est torturée. Sa mort est annoncée le 12 juillet 2003,,.

## Mort
Selon Shahram Azam, un médecin du ministère de la Défense iranien, réfugié politique au Canada depuis 2004 et qui déclare avoir vu son corps avant son inhumation, Zahra Kazemi est morte des suites de la torture et de mauvais traitements reçus. 
Le vice-président iranien, Mohammed Ali Abtahi, indique le 30 juillet, qu'elle a été assassinée : « La plus forte probabilité est que son meurtre a été provoqué par une hémorragie due à un coup (sur la tête) ».
Zahra Kazemi est inhumée dans la précipitation, à Chiraz, le 22 juillet 2003, contre la volonté de son fils, Stéphan Hachemi, de nationalité franco-canadienne et résident permanent au Canada. Sa mère déclare publiquement avoir été victime de pressions pour autoriser l’enterrement en Iran. Selon  Reporters sans frontières, les demandes d’exhumation et de rapatriement du corps au Canada sont restées vaines.
L'ONG Reporters sans frontières s'est associée à une demande des avocats de la famille de la victime pour qu’un juge indépendant des services du procureur de Téhéran Saïd Mortazavi, soit nommé par l’ayatollah Shahroudi, chef de pouvoir judiciaire, afin de vérifier l’ensemble du dossier et de procéder à une reconstitution des faits.

## Suites judiciaires

### En Iran
Deux membres des services de renseignement iraniens sont inculpés en août 2003 pour « complicité de meurtre quasi intentionnel » de la journaliste. En octobre 2003, puis les 17 et 18 juillet 2004, a lieu le procès pour meurtre d'un des deux agents. Selon la famille de la victime, l'accusé est un bouc-émissaire. La mère de la victime est représentée au procès par Shirin Ebadi (prix Nobel 2003). Après que des observateurs étrangers (l'ambassadeur canadien, l'ambassadeur des Pays-Bas et un diplomate britannique) eurent été autorisés à assister au début du procès, cette autorisation est retirée pour la suite du procès. Le gouvernement du Canada rappelle son ambassadeur d'Iran en protestation. Le 25 juillet 2004, l'accusé est acquitté. Des dépêches iraniennes déclarent que l'identité des meurtriers n'est pas connue.
En novembre 2005, un tribunal d'appel ordonne la réouverture de l'enquête.
Le 27 novembre 2007, la Cour suprême iranienne ordonne une nouvelle enquête sur l'affaire.

### Au Canada
Le 15 juin 2005, le ministre des Affaires étrangères du Canada publie une chronologie des événements et rappelle que la mort de Mme Kazemi « représente bien plus qu’un cas consulaire. Il s'agit d'un cas de violation flagrante, par un État, des normes et des lois internationales en matière de droits de la personne. Les graves circonstances qui ont entouré son arrestation et son assassinat continuent de faire l'objet d'une attention internationale et de susciter des manifestations de soutien et de solidarité pour que justice soit rendue. »
Le 23 juin 2006, le Premier ministre du Canada, Stephen Harper, appelle la communauté internationale à utiliser « tous les moyens juridiques disponibles pour arrêter » et juger Saïd Mortazavi, le procureur de Téhéran tenu pour responsable de la mort de la photojournaliste,.
Le 29 juin 2006, la succession de Ziba Kazemi, ainsi que Stéphan Hachemi, le fils de Ziba Kazemi, entreprennent une poursuite civile au Canada contre le gouvernement iranien et d'autres défendeurs, dont Saïd Mortazavi et Mohammad Bakhshi, l'ex-adjoint du chef du renseignement de la prison d'Evin. Amnistie internationale obtient un statut d'intervenant. Les défendeurs présentent une requête en objection préliminaire pour faire écarter la poursuite. En janvier 2011, dans un jugement sur l'objection préliminaire, la Cour supérieure décide que la succession ne peut pas demander réparation aux défendeurs devant un tribunal au Canada, mais que le fils peut le faire,. Ce jugement est porté en appel par la succession, qui conteste la première conclusion, et par le gouvernement iranien, qui conteste la seconde conclusion. La Cour d'appel entend l'appel le 13 juin 2012.
Le 10 octobre 2014, la Cour suprême confirme l'immunité des États, donc l'Iran lui-même ne pourra être poursuivi dans une cour canadienne.